# Geoffrey Rush
Geoffrey Roy Rush, avstralski filmski igralec in gledališki igralec ter filmski producent, * 6. julij 1951, Toowoomba, Queensland, Avstralija.
Od novembra 2009 je Geoffrey Rush eden izmed petindvajsetih ljudi, ki so prejeli nagrade oskar, tony in emmy. Nominiran je bil za štiri oskarje (dobil je enega) in pet nagrad BAFTA (dobil je tri), dobil pa je dva zlata globusa in tri nagrade Screen Actors Guild Awards.